# بني علي (الحمراء)
بني علي هي إحدى مشيخات المملكة المغربية، تتبع جغرافيا لإقليم تطوان وإداريًا لالحمراء. يقدر عدد سكانها بـ 15337 نسمة حسب الإحصاء الرسمي للسكان والسكنى لسنة 2004.